# Marcello Vecchiet
Marcello Vecchiet (fl. XX secolo) è stato un allenatore di calcio italiano.

## Carriera
Nella sua carriera allenò per sette giornate l'Udinese in serie A nella stagione 1951-1952, subentrando a Guido Testolina, ed a più riprese il Treviso, in Serie C. Nella stagione 1966-1967 ha guidato il Belluno alla vittoria nel campionato di Prima categoria e alla conquista del titolo di Campione regionale Veneto e alla promozione in Serie D.

## Palmarès

### Allenatore

#### Competizioni regionali
- Prima Categoria: 1

Belluno: 1966-1967